# Plumatella crassipes
Espèce
Plumatella crassipes est une espèce de bryozoaires d'eau douce de la famille des Plumatellidae

## Description
L’espèce ne peut être identifiée facilement ; les critères d’identifications sont a taille et forme des flottoblastes (statoblastes à anneau flottant) qui doivent être observés au microscope optique ou au microscope électronique.

## Systématique
Le nom valide complet (avec auteur) de ce taxon est Plumatella crassipes Wiebach (d), 1974,.

### Publication originale
- (de) Fritz Wiebach, « Amazonische Moostiere (Bryozoa) III », Amazoniana, Max Planck Institute for Evolutionary Biology (d), vol. 5, no 2,‎ 1974, p. 293-303 (ISSN 0065-6755, OCLC 5045745, 1125291795, 179962928, 1064799507 et 613241068, lire en ligne).

### Guide ou clés de détermination
- Mundy - Clé de détermination des bryozoaires anglais et européens
- Wood II - Nouvelle clé de détermination des bryozoaires anglais, irlandais et d'Europe continentale (A new key to the freshwater bryozoans of Britain, Ireland and Continental Europe)
- Massard, J. A., & Geimer, G. (2008). [Global diversity of bryozoans (Bryozoa or Ectoprocta) in freshwater: an update] ; Bulletin de la Société des naturalistes luxembourgeois, 109, 139-148